# Mirco Cuello
Mirco Jehiel Cuello (* 21. September 2000 in Arroyo Seco, Santa Fe) ist ein argentinischer Boxer im Federgewicht.

## Amateurkarriere
Cuello gewann die Silbermedaille im Bantamgewicht bei den Jugend-Panamerikameisterschaften 2018 in Colorado Springs und eine Bronzemedaille im Bantamgewicht bei den Olympischen Jugend-Sommerspielen 2018 in Buenos Aires.
Bei den  Weltmeisterschaften 2019 in Jekaterinburg schied er im Achtelfinale des Federgewichts gegen den späteren Olympiasieger Albert Batyrgasijew aus, erhielt jedoch aufgrund seiner Ranglistenplatzierung einen Startplatz bei den 2021 ausgetragenen Olympischen Spielen 2020 in Tokio. Dort startete er ebenfalls im Federgewicht und besiegte in der Vorrunde Hamsat Shadalov aus Deutschland, ehe er im Achtelfinale gegen Chatchai Butdee unterlag.
Bei den  Panamerikameisterschaften 2022 in Guayaquil erreichte er das Viertelfinale im Halbweltergewicht.

## Profikarriere
Mirco Cuello bestritt sein Profidebüt im November 2020. In seinem achten Kampf, am 23. Juni 2022, besiegte er Leonardo Padilla durch TKO in der zweiten Runde und wurde dadurch WBA International Champion im Federgewicht.
Am 3. September 2022 besiegte er den bis dahin ebenfalls ungeschlagenen Brasilianer Michel Da Silva beim Kampf um die Südamerikanische Meisterschaft im Federgewicht durch TKO in der ersten Runde. Seine erste Titelverteidigung des WBA-International-Gürtels gewann er am 21. Januar 2023 durch TKO in der ersten Runde gegen den bis dahin ungeschlagenen Leivy Frías.